# Litewsko-polskie stosunki literackie
Litewsko-polskie stosunki literackie – związki między literaturą polską a literaturą litewską oraz tematyka litewska w literaturze polskiej i tematyka polska w literaturze litewskiej. Ze względu na wielowiekową wspólnotę państwową i fakt, że Wilno przez wieki było jednym z najbardziej żywych ośrodków kultury polskiej, litewsko-polskie stosunki literackie mają szczególny charakter. W związku z szeroką znajomością języka polskiego na Litwie i wieloletnią dominacją kulturową literatura polska wywarła znaczny wpływ na litewską.

## Reformacja protestancka i barok
Zaczątki piśmiennictwa litewskiego powstały w wieku XVI w związku z reformacją protestancką. Abraham Kulwieć (Kulvietis) i Stanisław Rafajłowicz (Rapolionis, Rapagelonis) tłumaczyli na litewski teksty religijne – pozostawali w żywych kontaktach z polskim propagatorem reformacji protestanckiej Janem Seklucjanem, zamieszkałym w bliskim do Litwy Królewcu. W 1547, w dwa lata po królewieckim katechizmie protestanckim Seklucjana ukazał się także protestancki katechizm litewski Catechismus prasty šadei Martynasa Mažvydasa. Był to prawdopodobnie pierwszy druk w języku litewskim, a samego Mažvydasa uznaje się za twórcę litewskiego języka literackiego. Znał on dobrze język polski, a kształcił się w Akademii Krakowskiej lub w szkole, którą założył w Wilnie Abraham Kulwieć ok. 1540. Pierwszy druk litewski z samej Litwy (Wilna) nie zachował się do naszych czasów – był nim wydany w 1585 przekład łacińskiego katechizmu św. Piotra Kanizego. W wieku XVI i XVII etniczni Litwini uczestniczyli w życiu kulturalnym przede wszystkim w ośrodkach protestanckich pod patronatem Radziwiłłów i w ośrodkach jezuickich, z których najważniejszym była Akademia Wileńska. Powstało wtedy kilka przekładów z polskiego na litewski, przeważnie tekstów religijnych. Największe znaczenie miały przekłady Mikalojus Daukša – należały do nich Katechizm (1595), Postylla ks. Jakuba Wujka (1599), Postylla Mikołaja Reja, a także wybrane pisma ks. Piotra Skargi i Psalmy Jana Kochanowskiego. Innym tłumaczem był M. Pietkiewicz, który także przekładał psalmy (1598). W 1646 47 psalmów przełożył ks. Salomon Sławoczyński (Slavočinskis). Do innych tłumaczy (przeważnie tekstów religijnych) należą m.in. Jonas Jaknavičius i Pranciškus Šrubauskis. Pisarzem dwujęzycznym (jednym z wielu) był o. Konstanty Szyrwid (Širvydas, ok. 1579–1631), kaznodzieja jezuicki, autor słownika polsko-litewsko-łacińskiego, a także dwujęzycznej książki Punkty kazań (1629) i wydawca.

## Romantyzm
Ważną dla literatury litewskiej postacią pogranicza obu kultur był Dionizy Paszkiewicz (Dionizas Poška), utrzymujący kontakty z Lelewelem poeta, filolog i historyk – założone przez niego muzeum w pniu dębowym (Baublis) upamiętnił Adam Mickiewicz w Panu Tadeuszu. Paszkiewicz pisał w dwóch językach. Do jego dorobku należą prace historyczne, słownik litewsko-polsko-łaciński (opierający się na słowniku Lindego) oraz poemat Mužikas žemaičių ir Lietuvos, wzorowany prawdopodobnie na XVIII-wiecznym utworze Chłop polski, wydanym w Wilnie. Pierwszym utworem fabularnym przełożonym z języka polskiego na litewski była przeznaczona dla ludu książka Jana Borejki Chodźki Jan ze Świsłoczy w przekładzie Juozapasa Rupeiki (1823). Wiersze polskie i litewskie pisali także Strazdelis (Antanas Strazdas, Drozdowski), Antanas Klementas i Silvestras Valiūnas. Krzewicielem romantyzmu i działaczem społeczno-oświatowym był Simonas Stanevičius, którego poemat Šlovė Žemaičių odegrał kluczową rolę dla rozwoju kultury romantycznej wśród etnicznych Litwinów. Antoni Baranowski wychował się w obu językach, a w młodości pisał wiersze polskie. Jego poemat Anykščių šilelis pełen jest wpływów i reminiscencji Pana Tadeusza, o którym autor sam wiele mówił.
W 1848 ukazała się pierwsza książka tłumaczona z litewskiego na polski. Była to dwutomowa powieść Biskupstwo żmudzkie Motiejusa Valančiusa w przekładzie M. Hryszkiewicza.

## Realizm i modernizm
Jako Lazdynų Pelėda pisały wspólnie po litewsku siostry Maria i Zofia Iwanowskie, zdobywając sporą popularność. Rodzina sióstr przyjaźniła się z Marią Konopnicką i Elizą Orzeszkową. Starsza siostra Zofia przerabiała i tłumaczyła na litewski utwory Marii, ogłaszając je w prasie litewskiej, młodsza Maria przez dziewięć lat mieszkała w Warszawie, pisząc polskie wiersze i opowiadania ukazujące się w prasie – później również ona pisała po litewsku. Ważną postacią był także Vincas Kudirka (1858–1899), tłumacz III części Dziadów, dramatu Słowackiego Mindowe, utworów Asnyka, Konopnickiej, Rodziewiczówny. Powstało bardzo wiele przekładów dzieł Mickiewicza – do najbardziej znanych tłumaczy należą Ludwik Adam Jucewicz (Liudvikas Adomas Jucevičius), Mykolas Biržiška, Justinas Marcinkevičius, Vincas Mykolaitis-Putinas, Maironis (Jonas Mačiulis), Aleksandras Fromas-Gužutis, Stanislovas Dagilis, Jonas Žilius, Motiejus Gustaitis. Popularne były też przekłady powieści Kraszewskiego, Witolorauda Andriusa Vištelisa i Kunigasa Adolfasa Vėgėlė. Niektórzy pisarze litewscy pisali również po polsku – m.in. Maironis w swoich wczesnych utworach i Vincas Krėvė-Mickevičius. Dwa różne przekłady Pana Tadeusza (Konstantinasa Šakenisa i Antanasa Valaitisa) ukazały się w 1924. Rozwijały się też badania nad literaturą polską (Pranas Augustaitis, Mykolas Biržiška, Vaclovas Biržiška, Józef Albin Herbaczewski (Herbačiauskas)), a Petras Vaičiūnas przetłumaczył syntezy historii literatury polskiej Bronisława Chlebowskiego i Ignacego Chrzanowskiego.

## Literatura międzywojenna i wojenna
Mimo chłodnych stosunków politycznych między Polską a Litwą, w okresie 20-lecia międzywojennego nadal powstawało wiele przekładów tak dawnej, jak współczesnej literatury polskiej na język litewski. Tłumaczono m.in. Krasińskiego, Syrokomlę, Kraszewskiego, Dygasińskiego, Bałuckiego, Reymonta, Żeromskiego. Tłumacz Chłopów, Fabijonas Neveravičius, otrzymał za przekład nagrodę polskiego Pen Clubu. Litewsko-polskie stosunki literackie nie ustały także w czasie II wojny światowej – nowe stosunki polsko-litewskie starał się określić w poematach wojennych Liudas Gira.

## Literatura powojenna
Mimo włączenia Litwy do ZSRR, szczególnie po zakończeniu okresu stalinizmu powstawały nowe przekłady literatury polskiej na język litewski. Polsko-litewskie stosunki kulturalne w okresie komunizmu bywały naznaczone piętnem ideologicznym, lecz istniały także badania literackie i działalność przekładowa od nich niezależne. Do tłumaczy Mickiewicza tego okresu należeli m.in. Vytautas Bložė, Vytaustas Sirijos Gira, Marcelijus Marinaitis, Eugenijus Matuzevičius i Vincas Mykolaitis-Putinas, który w 1974 wydał razem z Marcinkevičiusem nowy przekład Pana Tadeusza. W latach 1974–1978 ukazał się także trzytomowy wybór dzieł Mickiewicza w przekładzie na litewski. Spośród innych antologii należy wymienić wybór dzieł Słowackiego (1959) i antologię 10 lenkų poetų opracowaną w 1962 przez Ryszarda Matuszewskiego i Zygmunta Stoberskiego. Powstało też dość dużo przekładów literatury przedwojennej – Kordiana i chama Leona Kruczkowskiego (1950), Chłopów i Ziemi obiecanej Władysława Reymonta (1955 i 1963), Chama, Nad Niemnem i Marty Elizy Orzeszkowej (1957, 1958 i 1964), Lalki i Faraona Bolesława Prusa (1957 i 1961), Ludzi Bezdomnych i Dziejów grzechu Stefana Żeromskiego (1958 i 1962), utworów Marii Dąbrowskiej (1959), Granicy Zofii Nałkowskiej (1960), utworów Janusza Korczaka (1963), Krzyżaków Henryka Sienkiewicza (1967), opowiadań Jerzego Żuławskiego (1972).